# Pristimantis sacharuna
Pristimantis sacharuna é uma espécie de anfíbio anuro da família Strabomantidae. Está presente no Equador. A UICN classificou-a como em perigo de extinção.